# Peromyia capitata
Peromyia capitata är en tvåvingeart som beskrevs av Jaschhof 2001. Peromyia capitata ingår i släktet Peromyia och familjen gallmyggor. Inga underarter finns listade i Catalogue of Life.